# Atención neurocrítica
La atención neurocrítica (o atención neurointensiva) es un campo médico que trata enfermedades del sistema nervioso que amenazan la vida e identifica, previene o trata lesiones cerebrales primarias y secundarias.

## Historia

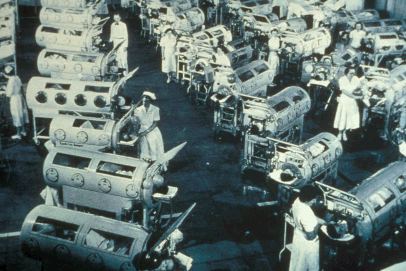
Sala de niños del Hospital Rancho Los Amigos, en 1954, que muestra a más de 100 personas a las que el pulmón de hierro ayudó a respirar.

A lo largo de la historia ha habido muchos intentos de tratar las lesiones en la cabeza, incluidos cráneos trepanados encontrados en el antiguo Egipto y descripciones de tratamientos para disminuir la inflamación cerebral en textos griegos antiguos. Los cuidados intensivos comienzan con centros para tratar el brote de poliomielitis a mediados del siglo XX. Estas unidades de atención respiratoria temprana utilizaron una unidad de presión positiva y negativa denominada «pulmón de acero», para ayudar a los pacientes en la respiración y disminuyeron considerablemente la tasa de mortalidad de la poliomielitis. El Dr. Bjørn Aage Ibsen, médico danés, «dio a luz a la unidad de cuidados intensivos», cuando utilizó la traqueotomía y la ventilación manual de presión positiva para mantener con vida a los pacientes con poliomielitis en un entorno de afluencia de pacientes y recursos limitados (solo un pulmón de acero).

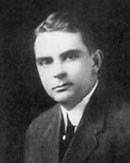
Walter Edward Dandy (6 de abril de 1886-19 de abril de 1946), neurocirujano y científico estadounidense.

La primera unidad de cuidados intensivos neurológicos (UCIN) fue creada por el Dr. Dandy Walker en Johns Hopkins en 1929. Walker se dio cuenta de que algunos pacientes quirúrgicos podían utilizar la monitorización y el tratamiento neuroquirúrgico posoperatorio especializado. La unidad creada por él mostró un beneficio para los pacientes posoperatorios: que los pacientes neurológicos acudieran a la unidad. El Dr. Safar creó la primera unidad de cuidados intensivos (UCI) en los Estados Unidos, en Baltimore, en la década de 1950. En la década de 1970, el beneficio de la atención especializada en UCI respiratorias y cardíacas llevó a la formación de la Sociedad de Medicina de Cuidados Intensivos. Este organismo creó estándares para tratamientos y problemas médicos extensos y difíciles. Con el tiempo, la necesidad de seguimiento y de tratamientos especializados condujo a las unidades de cuidados intensivos neurológicos. La atención neurocrítica moderna comenzó a desarrollarse en la década de 1980. En 2002 se fundó la Sociedad de Atención Neurocrítica. En 2005, la atención neurocrítica fue reconocida como una subespecialidad neurológica.

## Alcance
Los médicos que practican este tipo de medicina se denominan neurointensivistas. Pueden tener formación médica en muchos campos: neurología, anestesiología, medicina de emergencia, medicina interna o neurocirugía. Las enfermedades comunes que se tratan en las unidades de cuidados neurointensivos incluyen accidentes cerebrovasculares, rotura de aneurismas, lesiones cerebrales y de la médula espinal por traumatismos, convulsiones (especialmente las que duran mucho tiempo, estados epilépticos y/o que implican traumas para el paciente: accidentes cerebrovasculares o caídas), inflamación del cerebro (edema cerebral), infecciones del cerebro (encefalitis) y meninges del cerebro o de la columna (meningitis), tumores cerebrales (especialmente casos malignos, con oncología neurológica) y debilidad de los músculos necesarios para respirar (como el diafragma). Además de tratar las enfermedades críticas del sistema nervioso, los neurointensivistas tratan las complicaciones médicas que pueden ocurrir en sus pacientes, incluidas las del corazón, los pulmones, los riñones o cualquier otro sistema del cuerpo, y tratamiento de infecciones.

## Centros de cuidados neurointensivos
Las unidades de cuidados intensivos neurológicos (UCIN) son centros selectos de atención terciaria especializados en la atención de pacientes neurológicos críticos y posquirúrgicos neurológicos. El objetivo de las UCIN es proporcionar intervenciones médicas tempranas y agresivas que incluyan el tratamiento del dolor, las vías respiratorias, la ventilación, la anticoagulación, la presión intracraneal (PIC) elevada, la estabilidad cardiovascular y la lesión cerebral secundaria. Los criterios de admisión incluyen alteración de la conciencia, alteración de la capacidad para proteger las vías respiratorias, debilidad respiratoria progresiva, necesidad de ventilación mecánica, convulsiones, evidencia radiológica de aumento de la PIC, monitoreo de la función neurológica en pacientes críticamente enfermos. Las neuroUCI se utilizan cada vez más en los hospitales de referencia terciarios. Una de las principales razones por las que se han incrementado estas unidades es por el uso en la hipotermia terapéutica, que ha demostrado mejorar los resultados neurológicos a largo plazo después de un paro cardíaco.

## Equipo de cuidados neurointensivos
La mayoría de las unidades de cuidados neurocríticos son un esfuerzo de colaboración entre neurointensivistas, neurocirujanos, neurólogos, radiólogos, farmacéuticos, médicos ampliadores (como enfermeras practicantes o asistentes médicos), enfermeras de cuidados críticos, terapeutas respiratorios, terapeutas de rehabilitación y trabajadores sociales que trabajan juntos en orden para brindar atención coordinada al paciente neurológico críticamente enfermo.

## Procedimientos de cuidados neurointensivos
Hipotermia: entre un tercio y la mitad de las personas con enfermedad de las arterias coronarias tendrán un episodio en el que su corazón se detiene. De estos pacientes, el siete al treinta por ciento egresan del hospital con un buen resultado neurológico: conscientes, función cerebral normal, alerta, capaces de llevar una vida normal. Bajar la temperatura corporal de los pacientes entre 32 y 34 grados Fahrenheit dentro de las seis horas posteriores a su llegada al hospital duplica los pacientes sin daño cerebral significativo, comparado con los que no se les aplica enfriamiento, y aumenta la supervivencia.

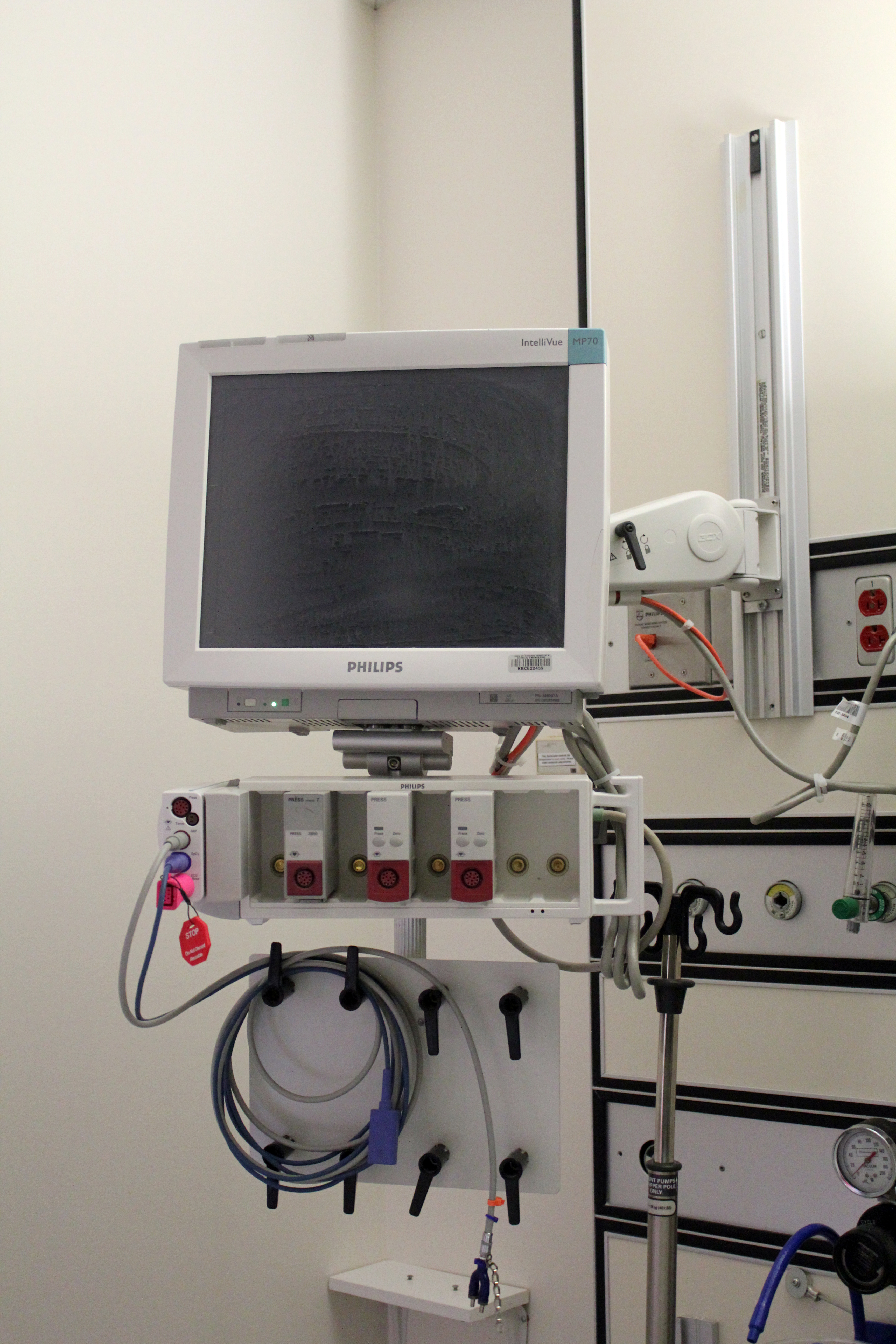
Monitor UCI (frente)

Monitoreo de soporte vital básico: electrocardiografía, oximetría de pulso, presión arterial, evaluación de pacientes comatosos.
Monitoreo neurológico: examen neurológico seriado, evaluación de pacientes comatosos (escala de coma de Glasgow más pupila o puntaje de cuatro), PIC (hemorragias subaracnoideas, traumatismo craneoencefálico (TCE), hidrocefalia, accidente cerebrovascular, infección del sistema nervioso central (SNC), insuficiencia hepática, monitoreo multimodal para evaluar la enfermedad y prevenir lesiones secundarias en estados insensibles al examen neurológico o por condiciones confundidas por sedación, bloqueo neuromuscular y coma.
Manejo de la presión intracraneal: catéter ventricular para monitorear el oxígeno cerebral y las concentraciones de glucosa e hipertensión pulmonar (HP). Con opciones de tratamiento de suero hipertónico, barbitúricos, hipotermia y hemicraniectomía descompresiva.

## Enfermedades y tratamientos comunes de cuidados neurointensivos
Traumatismo craneoencefálico: sedación, control y manejo de la PIC, craniectomía descompresiva, terapia hiperosmolar y mantenimiento de la estabilidad hemodinámica.
Accidente cerebrovascular: manejo de las vías respiratorias, mantenimiento de la presión arterial y perfusión cerebral, manejo de líquidos intravenosos, control de la temperatura, profilaxis contra convulsiones, nutrición, manejo de la PIC y tratamiento de complicaciones médicas.
Hemorragia subaracnoidea: determinar la causa de la hemorragia, tratar el aneurisma o, si es necesario, la malformación arteriovenosa, controlar el deterioro clínico, manejar las complicaciones sistémicas, mantener la presión de perfusión cerebral, prevenir el vasoespasmo, establecer un puente en el paciente mediante clipaje (Elgiloy o Sagita) angiográfico.
Estado epiléptico: terminación, prevención de la recurrencia y tratamiento de las causas de las convulsiones, manejo de complicaciones, monitoreo de la estabilidad hemodinámica y electroencefalografía (EEG) continua.
Meningitis: tratamiento empírico con antibióticos y mantenimiento de la estabilidad hemodinámica.
Encefalitis: protección de las vías respiratorias, monitorización de la PIC, tratamiento de las convulsiones (si es necesario), sedación si el paciente está agitado y prueba de estabilidad hemodinámica virial.
Encefalopatía inflamatoria parainfecciosa aguda (encefalomielitis aguda diseminada (EMAD) y leucoencefalitis hemorrágica aguda (LHA)): 
altas dosis de corticosteroides, monitoreo de estabilidad hemodinámica.
Esclerosis múltiple, neuropatía autonómica, lesiones de la médula espinal y enfermedad neuromuscular causante de insuficiencia respiratoria: 
Monitoreo de respiración y asistencia respiratoria. Si es necesario, mantener la estabilidad hemodinámica.
Activador titular del plasminógeno (ATP):
Monitoreo de paciente que reciba 24 horas de ATP por sangrado cerebral.

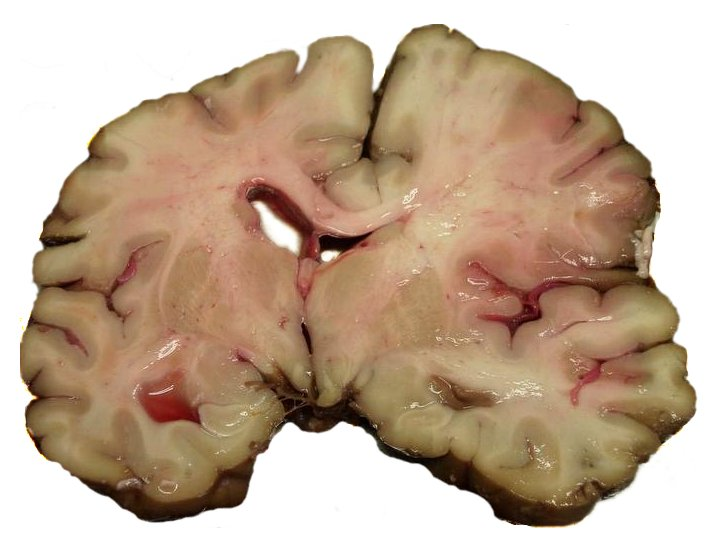
Accidente cerebrovascular humano-2.